# Vysokae
Vysokae (in bielorusso Высокае) è una città della Bielorussia, situata nella regione di Brėst.